# Sportler des Jahres (Ungarn)
Als Sportler und die Sportlerin des Jahres in Ungarn werden seit 1958 erfolgreiche und bekannte Sporttreibende gewählt. Diese werden ebenso wie die Mannschaft des Jahres von ungarischen Sportjournalisten bestimmt.

## Preisträger
Die Preisträger kamen zu Beginn hauptsächlich aus den Sportarten, Fechten, Moderner Fünfkampf, Wasserball und Schwimmen.
| Jahr | Sportler                                     | Sportlerin                               | Mannschaft                                                                        |
| ---- | -------------------------------------------- | ---------------------------------------- | --------------------------------------------------------------------------------- |
| 1958 | Imre Polyák Ringen                           | Zsuzsa Körmöczy Tennis                   | Wasserball-Nationalteam – Männer                                                  |
| 1959 | Rudolf Kárpáti Fechten / Säbel               | Kornélia Méray Rudern                    | Degenfechten -Nationalteam – Männer                                               |
| 1960 | Rudolf Kárpáti Fechten / Säbel               | Kornélia Méray Rudern                    | Mod. Fünfkampf -Nationalteam – Männer                                             |
| 1961 | György Gurics Ringen                         | Kornélia Méray Rudern                    | Wasserball-Nationalteam – Männer                                                  |
| 1962 | Imre Polyák Ringen                           | Márta Egerváry Schwimmen                 | Wasserball-Nationalteam – Männer                                                  |
| 1963 | Győző Veres Gewichtheben                     | Ildikó Ujlakiné-Rejtő Fechten / Florett  | Mod. Fünfkampf -Nationalteam – Männer                                             |
| 1964 | Ferenc Török Moderner Fünfkampf              | Ildikó Ujlakiné-Rejtő Fechten / Florett  | Fußball -Nationalmannschaft – Männer                                              |
| 1965 | Gyula Zsivótzky Hammerwurf                   | Jolán Kontsek Diskuswurf                 | Handball -Nationalmannschaft – Frauen                                             |
| 1966 | András Balczó Moderner Fünfkampf             | Zsuzsa Szabó Leichtathletik              | Mod. Fünfkampf -Nationalteam – Männer                                             |
| 1967 | István Kozma Ringen                          | Annamária Kovács Moderner Fünfkampf      | Mod. Fünfkampf -Nationalteam – Männer                                             |
| 1968 | Gyula Zsivótzky Hammerwurf                   | Angéla Németh Speerwurf                  | Degenfechten -Nationalteam – Männer                                               |
| 1969 | András Balczó Moderner Fünfkampf             | Angéla Németh Speerwurf                  | Mod. Fünfkampf -Nationalteam – Junioren                                           |
| 1970 | Péter Kelemen Moderner Fünfkampf             | Andrea Gyarmati Schwimmen                | Mod. Fünfkampf -Nationalteam – Männer                                             |
| 1971 | Csaba Hegedűs Ringen                         | Andrea Gyarmati Schwimmen                | Degenfechten -Nationalteam – Männer                                               |
| 1972 | András Balczó Moderner Fünfkampf             | Andrea Gyarmati Schwimmen                | Degenfechten -Nationalteam – Männer                                               |
| 1973 | Géza Csapó Kanurennsport                     | Ildikó Tordasi Fechten / Florett         | Wasserball-Nationalteam – Männer                                                  |
| 1974 | Zoltán Magyar Turnen / Pauschenpferd         | Ilona Bruzsenyák Weitsprung              | Wasserball-Nationalteam – Männer                                                  |
| 1975 | András Hargitay Lagenschwimmen               | Mariann Ambrus Rudern                    | Mod. Fünfkampf -Nationalteam – Männer                                             |
| 1976 | Miklós Németh Speerwurf                      | Ildikó Tordasi Fechten / Florett         | Wasserball-Nationalteam – Männer                                                  |
| 1977 | Pál Gerevich Fechten / Säbel                 | Mariann Ambrus Rudern                    | Wasserball-Nationalteam – Männer                                                  |
| 1978 | Zoltán Magyar Turnen / Pauschenpferd         | Judit Magos Tischtennis                  | Schach -Nationalmannschaft – Männer                                               |
| 1979 | Tamás Wichmann Kanurennsport / Canadier      | Andrea Mátay Hochsprung                  | Tischtennis -Nationalmannschaft – Männer                                          |
| 1980 | Zoltán Magyar Turnen / Pauschenpferd         | Magda Maros Fechten / Florett            | Eistanz – Krisztina Regőczy und András Sallay                                     |
| 1981 | Sándor Wladár Schwimmen / Rücken             | Éva Rakusz Kanurennsport                 | Florettfechten -Nationalteam – Männer                                             |
| 1982 | Jenő Pap Fechten / Degen                     | Pálma Balogh Schießen / Pistole          | Florettfechten -Nationalteam – Männer                                             |
| 1983 | György Guczoghy Turnen / Pauschenpferd       | Andrea Temesvári Tennis                  | Mod. Fünfkampf -Nationalteam – Männer                                             |
| 1984 | Tamás Gáspár Ringen                          | Mária Ábrahám Bowling                    | Vielseitigkeitsreiten -Nationalteam – Männer                                      |
| 1985 | Attila Mizsér Moderner Fünfkampf             | Éva Fórián Schießen / Luftgewehr         | Fußball -Nationalmannschaft – Männer                                              |
| 1986 | Tamás Darnyi Schwimmen / Lagen               | Csilla Bátorfi Tischtennis               | Handball -Nationalmannschaft – Männer                                             |
| 1987 | Tamás Darnyi Schwimmen / Lagen               | Marianna Engrich Taekwondo               | Mod. Fünfkampf -Nationalteam – Männer                                             |
| 1988 | Tamás Darnyi Schwimmen / Lagen               | Krisztina Egerszegi Schwimmen / Rücken   | Mod. Fünfkampf -Nationalteam – Männer                                             |
| 1989 | László Fábián Moderner Fünfkampf             | Krisztina Egerszegi Schwimmen / Rücken   | Mod. Fünfkampf -Nationalteam – Männer                                             |
| 1990 | Tamás Darnyi Schwimmen / Lagen               | Krisztina Egerszegi Schwimmen / Rücken   | Schach -Nationalmannschaft – Frauen                                               |
| 1991 | István Kovács Boxen                          | Krisztina Egerszegi Schwimmen / Rücken   | Kajak-Vierer – Männer (Ferenc Csipes, László Fidel, Attila Ábrahám, Zsolt Gyulay) |
| 1992 | Tamás Darnyi Schwimmen / Lagen               | Krisztina Egerszegi Schwimmen / Rücken   | Kajak-Vierer – Frauen (Kinga Czigány, Éva Dónusz, Rita Kőbán, Erika Mészáros)     |
| 1993 | Antal Kovács Judo                            | Krisztina Egerszegi Schwimmen / Rücken   | Wasserball-Nationalteam – Männer                                                  |
| 1994 | Norbert Rózsa Schwimmen / Brust              | Rita Kőbán Kanurennsport                 | Wasserball-Nationalteam – Frauen                                                  |
| 1995 | Imre Pulai Kanurennsport / Canadier          | Rita Kőbán Kanurennsport                 | Kanu C-2 (Csaba Horváth, György Kolonics)                                         |
| 1996 | István Kovács Boxen                          | Krisztina Egerszegi Schwimmen / Rücken   | Kanu C-2 (Csaba Horváth, György Kolonics)                                         |
| 1997 | Botond Storcz Kanurennsport / Kajak          | Ágnes Kovács Schwimmen / Brust           | Wasserball-Nationalteam – Männer                                                  |
| 1998 | Tibor Gécsek Hammerwurf                      | Ágnes Kovács Schwimmen / Brust           | Degenfechten -Nationalteam – Männer                                               |
| 1999 | Gábor Balogh Moderner Fünfkampf              | Ágnes Kovács Schwimmen / Brust           | Wasserball-Nationalteam – Männer                                                  |
| 2000 | Szilveszter Csollány Turnen / Ringe          | Ágnes Kovács Schwimmen / Brust           | Wasserball-Nationalteam – Männer                                                  |
| 2001 | Gábor Balogh Moderner Fünfkampf              | Gyöngyi Likerecz Gewichtheben            | Rudern -Doppelzweier – Männer (Ákos Haller, Tibor Pető)                           |
| 2002 | Szilveszter Csollány Turnen / Ringe          | Katalin Kovács Kanurennsport             | Rudern -Doppelzweier – Männer (Ákos Haller, Tibor Pető)                           |
| 2003 | Adrián Annus Hammerwurf                      | Katalin Kovács Kanurennsport             | Wasserball-Nationalteam – Männer                                                  |
| 2004 | István Majoros Ringen                        | Natasa Janics Kanurennsport              | Wasserball-Nationalteam – Männer                                                  |
| 2005 | Ákos Braun Judo                              | Zsuzsanna Vörös Moderner Fünfkampf       | Kajak K-2 – Frauen (Natasa Janics, Katalin Kovács)                                |
| 2006 | László Cseh Schwimmen / Lagen                | Tímea Nagy Fechten / Degen               | Kajak K-2 – Frauen (Natasa Janics, Katalin Kovács)                                |
| 2007 | Gábor Talmácsi Motorradsport                 | Ágnes Szávay Tennis                      | Degenfechten-Nationalteam – Männer                                                |
| 2008 | Attila Vajda Kanurennsport / Canadier        | Ildikó Mincza-Nébald Fechten / Degen     | Wasserball-Nationalteam – Männer                                                  |
| 2009 | Dániel Gyurta Schwimmen / Brust              | Katinka Hosszú Schwimmen / Lagen         | U-20 Fußball-Nationalteam – Männer                                                |
| 2010 | Krisztián Berki Turnen / Pauschenpferd       | Natasa Janics Kanurennsport              | Kajak K-2 – Frauen (Natasa Janics, Katalin Kovács)                                |
| 2011 | Krisztián Berki Turnen / Pauschenpferd       | Tamara Csipes Kanurennsport              | Ferencvárosi TC (Frauenhandball)                                                  |
| 2012 | Dániel Gyurta Schwimmen / Brust              | Éva Risztov Langstreckenschwimmen        | Kajak K-2 – Männer (Rudolf Dombi, Roland Kökény)                                  |
| 2013 | Dániel Gyurta Schwimmen / Brust              | Katinka Hosszú Schwimmen / Lagen         | Wasserball-Nationalteam – Männer                                                  |
| 2014 | Krisztián Berki Turnen / Pauschenpferd       | Katinka Hosszú Schwimmen / Lagen         | Győri ETO KC (Frauenhandball)                                                     |
| 2015 | László Cseh Schwimmen / Lagen                | Katinka Hosszú Schwimmen / Lagen         | Eishockey-Nationalteam – Männer                                                   |
| 2016 | Áron Szilágyi Fechten / Säbel                | Katinka Hosszú Schwimmen / Lagen         | Fußball-Nationalteam – Männer                                                     |
| 2017 | Balázs Baji Leichtathletik / 110 m Hürden    | Katinka Hosszú Schwimmen / Lagen         | Győri ETO KC (Frauenhandball)                                                     |
| 2018 | Shaolin Sándor Liu Shorttrack-Eisschnelllauf | Danuta Kozák Kanurennsport               | Győri ETO KC (Frauenhandball)                                                     |
| 2019 | Kristóf Milák Schwimmen                      | Katinka Hosszú Schwimmen                 | FTC-Telekom (Wasserball)                                                          |
| 2020 | Dominik Szoboszlai Fußball                   | Hedvig Karakas Judo                      | Fußball-Nationalteam – Männer                                                     |
| 2021 | Áron Szilágyi Fechten / Säbel                | Tamara Csipes Kanurennsport              | Wasserball-Nationalmannschaft – Frauen                                            |
| 2022 | Kristóf Milák Schwimmen                      | Luca Kozák Leichtathletik / 100 m Hürden | Säbelfechten-Nationalmannschaft – Frauen                                          |
| 2023 | Dominik Szoboszlai Fußball                   | Mária Érdi Segeln                        | Fußball-Nationalmannschaft – Männer                                               |
| 2024 | Hubert Kós Schwimmen                         | Michelle Gulyás Fünfkampf                | Degenfechten-Nationalmannschaft – Männer                                          |